# Никольский, Николай Иванович
Николай Иванович Никольский (16 января 1913, деревня Ханеневка, Саратовская губерния — 29 марта 2005, Москва) — советский военачальник, контр-адмирал.

## Биография
1930—1932 год — токарь Московского завода «Динамо». В 1932 году Московским комсомолом направлен в Высшее военно-морское училище имени М. В. Фрунзе, которое окончил в 1936 году первым по выпуску и начал офицерскую службу в должности штурмана дивизиона торпедных катеров Тихоокеанского флота.
С 1937 года — начальник штаба дивизиона торпедных катеров, в 1938-м — флагманский штурман отдельного дивизиона сторожевых кораблей Тихоокеанского флота. Во время событий на озере Хасан участвовал в конвоировании транспортов с войсками, награждён нагрудным знаком «Участник боёв у озера Хасан 1938 года». В 1939 году окончил курсы командиров эсминцев и назначен командиром тральщика «Чека», который провёл южным морским путём из Севастополя во Владивосток в составе особого дивизиона тральщиков.
По завершении перехода назначен ВРИД командира эскадренного миноносца «Разящий», в ноябре 1939 года — командиром эскадренного миноносца «Сталин». В 1940 году вступил в ВКП(б). В 1940—1942 годах — командир эскадренного миноносца «Расторопный». В 1942 году назначен командиром эскадренного миноносца «Разъярённый», который в составе ЭОН-18 (экспедиции особого назначения) привёл Северным морским путём на Северный флот.
В январе 1943 года в результате аварии турбогенератора, кратковременного обесточивания судна, выхода из строя рулевого управления, корабль потерпел крупную аварию, ударившись носовой частью о каменный берег острова Сальный в Кольском заливе, но своим ходом смог прийти в Мурманск и  полгода стоял в ремонте. Никольский за это был осуждён Военным трибуналом к 10 годам лишения свободы, лишён воинского звания капитан-лейтенант и направлен рядовым на 3 месяца в 4-й отдельный штрафной батальон на Карельский фронт. В мае 1943 года в бою по захвату немецкого опорного пункта был ранен. После снятия судимости Военным трибуналом 61-й морской бригады Северного флота восстановлен 22 августа 1943 года в прежнем звании, офицер резерва (VI-VIII.1943). Командиp эскадренного миноносца «Разумный» (VIII.1943-IX.1944), «Достойный» (IX.1944-I.1945), «Громкий» (I-X.1945) Северного флота. Участвовал более чем в ста операциях по конвоированию отечественных и союзных конвоев.
В 1948 году окончил Военно-морскую академию с отличием и назначен командиром 1-го дивизиона эсминцев эскадры Черноморского флота. С 1951 года — командир 187-й бригады эскадренных миноносцев Черноморского флота.
В 1953 году ему присвоено звание контр-адмирал, и в январе 1954 года он был назначен начальником штаба эскадры кораблей Черноморского флота. После гибели линкора «Новороссийск» — капитан 1 ранга, командир 173-й бригады эскадренных миноносцев Камчатской военной флотилии. В апреле 1957 года назначен первым заместителем командующего — начальником штаба Камчатской военной флотилии. С 1958 по 1961 год — начальник отдела Вычислительного центра № 2 Министерства обороны. С 1961 по 1964 год — заместитель начальника 24-го НИИ ВМФ. В 1962 году второй раз присвоено звание контр-адмирал. В 1964 году переводится в Академию Генерального штаба на должность старшего преподавателя. Кандидат военно-морских наук, доцент. Имеет около 100 научных работ в области военно-морского искусства и теории управления. С 1972 по 1989 год — старший научный сотрудник НИИ «Восход» МРП.
Похоронен на Троекуровском кладбище.

## Сочинения
- Никольский Н. И., Никольский В. Н. Гибель линкора «Новороссийск». — М. : Эксмо: Яуза, 2005. — 286 с. — 3000 экз. — ISBN 5-699-09930-1
- Никольский Н. И., Никольский В. Н. Почему погиб линкор «Новороссийск». — М. : Сезам-Маркетинг, 1999. — 317 с. — 5000 экз. — ISBN 5-89801-010-6

## Семья
- Жена — Никольская Тамара Михайловна
- Сын — Никольский Валерий Николаевич (1942 г.р.)
- Сын — Никольский Игорь Николаевич (1945 г.р.)

## Награды
24 правительственных ордена и медалей, в том числе:
- два ордена Красного Знамени (19.2.1945[7], …),
- орден Отечественной войны 1-й степени,
- орден Отечественной войны 1-й стенепи,
- орден Отечественной войны 2-й степени (4.12.1943)[2][3],
- орден Красной Звезды (1943)[8],
- медаль «За боевые заслуги» (3.11.1944)[9],
- медаль «За отвагу»,
- медаль «За оборону Советского Заполярья».
- Знак «Участнику Хасанских боёв»